# آسیاب تاریخی شهر قیر
آسیاب تاریخی شهر قیر  مربوط به دوران‌های تاریخی پس از اسلام است و در شهرستان قیروکارزین، ورودی شهر از طرف فیروزآباد واقع شده و این اثر در تاریخ ۲۳ بهمن ۱۳۸۰ با شمارهٔ ثبت ۴۷۳۷ به‌عنوان یکی از آثار ملی ایران به ثبت رسیده است.